# Sveio
Sveio és un municipi situat al comtat de Vestland, Noruega. Té 5.593 habitants (2016) i la seva superfície és de 246,14 km². El centre administratiu del municipi és el poble homònim.